# Watertoren (Doorwerth)
De watertoren in Doorwerth is ontworpen door architect Th.K.J. Koch en werd gebouwd in 1937-1938 die het ontwerp in een zakelijk expressionistische bouwtrant maakte.
De toren staat aan de Spechtlaan. De watertoren heeft een hoogte van 19 meter en heeft een waterreservoir van 60 m³.

## Latere bestemming
In 1960 werd de toren uit zijn oorspronkelijke functie onttrokken en is in de jaren daarna in gebruik geweest door de gemeente. De toren werd vanaf 1960 voor verschillende doeleinden gebruikt. Doordat de toren schaars gebruikt werd en geen echte functie meer had kwam het in verval terecht.
Sinds 2001 is de watertoren een rijksmonument en tot 2008 was de toren in bezit van watermaatschappij VITENS. In 2008 werd de watertoren verkocht aan een particulier die in de periode 2009 - 2010, in samenwerking met Architectenbureau Moons BV uit Waalwijk en Ingenieursbureau Middelhuis en Schleipfenbauer uit Heteren, de watertoren restaureerde en een woonhuis van maakte met aangelegen een kantoor.